# كأس يوغوسلافيا 1975–76
كأس يوغوسلافيا 1975–76 هو الموسم 28 من بطولة كرة القدم الأوكرانية للهواة ‏. أشرف على تنظيمه اتحاد صربيا لكرة القدم، وفاز فيه هايدوك سبليت.